# Agnieszka Laskowska
Agnieszka Laskowska z domu Kurowska – polska leśnik, doktor habilitowany nauk rolniczych, profesor w Szkole Głównej Gospodarstwa Wiejskiego w Warszawie, specjalistka od technologii drewnej.

## Kariera naukowa
W 2008 roku na Wydziale Technologii Drewna Szkoły Głównej Gospodarstwa Wiejskiego w Warszawie uzyskała tytuł magistra inżyniera w zakresie technologii drewna. W 2013 roku na tym samym wydziale uzyskała stopień doktora nauk rolniczych w zakresie drzewnictwa na podstawie rozprawy pt. Wpływ wybranych czynników na właściwości płyt wiórowych wytwarzanych z dodatkiem odpadów drzewnych zanieczyszczonych żywicami syntetycznymi, której promotorem była Danuta Nicewicz. W 2014 roku została zatrudniona na tejże uczelni, a w 2019 roku uzyskała na jej Wydziale Technologii Drewna stopień doktora habilitowanego nauk rolniczych w dyscyplinie nauk leśnych na podstawie pracy pt. Możliwości zastosowania termo-mechanicznej modyfikacji do kształtowania wybranych właściwości drewna szczególnie istotnych dla materiałów podłogowych.